# LOVE CATCHER Japan
『LOVE CATCHER japan』（ラブキャッチャージャパン）は、2023年12月16日からABEMAで配信されていたバラエティ番組、恋愛リアリティーショーである。

## 概要
韓国の音楽チャンネル・Mnetで放送された番組「ラブキャッチャー」の日本版として企画された恋愛バラエティー番組。2023年12月9日22時から15分の先行配信番組「【特別先行映像】恋愛ゲーム開幕『信じるのは、愛か、金か』」がABEMA SPECIALチャンネルにて配信され、2023年12月16日に本配信が開始された。
愛をつかむか、お金をつかむかという究極の選択をした男女10名が選択を隠した状態で恋愛ショーに参加。スタジオパートではMC陣が視聴者とともに推理と考察、恋の行方を楽しむ。
2024年1月27日に最終回が配信され、その後特別編として成立カップルのマレーシア旅行密着編、出演者によるアフタートーク女性編、同男性編が配信された。

## 内容
事前に究極の選択をした男女10名が、自分が選んだ「正体」を隠した状態で、マレーシアの謎の島を舞台に、恋愛ゲームに参加。1週間（7日間）の共同生活（拠点はラブマンションと呼ばれる）をすごしたのち、最後の夜に思いを伝え、真実の愛を求めあうラブキャッチャー同士なら真実の愛を育むカップルが誕生。ラブキャッチャーとマネーキャッチャーが結ばれた場合はマネーキャッチャーが「騙せた」ことで賞金500万円獲得。マネーキャッチャー同士の場合、「騙しの見極めに失敗」として愛も賞金も手に入らないという、心理戦を行う。
宿泊ルームは男女別に分けられた大部屋が用意され、そこでの会話も駆け引きの要素となる。一日ごとに課題が与えられるほか（設けられない日もある）、一夜ごとに男女別に「シークレットルーム」にて「好意投票」が行われ、この結果は本人のみに知らされる。また、1日目の夜にマネーキャッチャーの総人数が発表されるなど次々に個々の作戦のヒントになるような情報が明かされる。
なお、マネーキャッチャーで参加したけれど、女性に恋をしてしまい、途中からラブキャッチャーに鞍替えするなどの途中での役割変更は許されていない。

## 出演者

### スタジオMC
- 見取り図（盛山晋太郎、リリー）
- 木村昴
- 鷲見玲奈
- 井上咲楽

### ゲーム参加者
- 井上瞳（ひとみ、イラストレーター25歳）
- ヴァッツ美良（みら、経営者24歳）
- 大倉亞門（あもん、カフェマネージャー24歳）
- 海津雪乃（ゆきの、グラビアタレント25歳）
- 佐久間海世（かいせい、パーソナルトレーナー27歳）
- 高崎凌（りょう、モデル24歳）
- 谷岡美沙紀（みさき、Sサイズモデル22歳）
- 東夏輝（なつき、俳優29歳）
- 水野友貴（ともき、広告代理店勤務25歳）
- 矢ヶ部初音（はつね、ゲームストリーマー30歳）

## 音楽

### 主題歌
- Awich「Pendulum」（ソニーミュージックレーベル）[4]

### 挿入歌
- Awich「かくれんぼ」（ソニーミュージックレーベル）

## スタッフ
- ナレーター：木村昴
- 監督：菊井徳明
- クリエイティブディレクター：佐藤裕司、ナカムラサヤカ
- ディレクター：小松生子、山本雅美、宮川剛史
- スーパーバイジングプロデューサー：神保英昭
- 撮影監督：ニホンマツアキヒコ
- テクニカルプロデューサー：堀内俊
- テクニカルディレクター：Alan Tiu
- ストーリープロデューサー：ナカムラサヤカ
- 音楽：横山克[5]
- タッチパネルシステム：PURPOSE
- 構成：辻健一、田中宏知
- プロデューサー：小出亮太（ABEMA）、工藤翔平、齋藤慎一郎、高畑美香（ABEMA）、坂上沙織（ABEMA）
- エグゼクティブプロデューサー：谷口達彦（ABEMA）、神夏磯秀、横山祐果（ABEMA）、Minseok Jeong、Seungyeon Lee
- 制作協力：吉本興業、よしもとブロードエンターテインメント
- 制作著作：AbemaTV